# 堀内キン
堀内 キン（ほりうち キン、1902年（明治35年）- 1992年（平成4年）8月21日）は、日本の社会事業家である。

## 経歴・人物
神奈川県小田原市に生まれ、小学校卒業後に上京する。その後は三田に所在する芝産婆看護学校に入学し、家庭看護や助産婦を学んだ。卒業後は看護学校で学んだ学問によって、一般宅の家政婦及び派出看護婦として活動する。第二次世界大戦終戦直前の1945年（昭和20年）には、私有財産を投じて戦争孤児達の救済のために世田谷区上北沢に「福音寮」の設立に携わった。
その後は1983年（昭和58年）までに福音寮の理事長を務め、1970年（昭和45年）までには約600人の戦争孤児の収容に成功する。これにより同年アメリカ合衆国の慈善団体である国際孤児協会から国際婦人賞を受賞し、日本人としては同じ社会事業家であった沢田美喜に続き2人目の受賞者となった。